# Presidenti della Provincia di Pisa
Elenco dei presidenti dell'amministrazione provinciale di Pisa.

## Regno d'Italia (1861-1946)

### Presidenti del Consiglio provinciale (1861-1926)
- Angiolo Del Punta (1862-1875)
- Olinto Barsanti (1875-1876)
- Lorenzo Nelli (1876-1878)
- Robustiano Morosoli (1878-1893)
- Francesco Buonamici (agosto 1893-agosto 1905)
- Emilio Bianchi (agosto 1905-1911)
- Francesco Orsini Baroni (agosto 1911-agosto 1914)
- Pietro Cesare Benvenuti (agosto 1914-febbraio 1920)
- Arnaldo Dello Sbarba (maggio 1920-gennaio 1921)
- Ersilio Ambrogi (gennaio 1921-agosto 1921)
- Guelfo Guelfi (agosto 1921-agosto 1922)
- Arnaldo Dello Sbarba (1922-1923)
- Filippo Morghen (febbraio 1923-ottobre 1924)
- Dino Borri (ottobre 1924-gennaio 1925)
- Giovanni Corsi (gennaio 1925-agosto 1926)

### Presidenti della Deputazione provinciale (1889-1926)
| Nº | Nº | Ritratto | Nome                      | Mandato          | Mandato       | Partito |
| Nº | Nº | Ritratto | Nome                      | Inizio           | Fine          | Partito |
| -- | -- | -------- | ------------------------- | ---------------- | ------------- | ------- |
| 1  |    |          | Emilio Bianchi            | 1899             | 1893          |         |
| 2  |    |          | Francesco Bacci           | 1893             | 1895          |         |
| 3  |    |          | Giuseppe Raffaello Cerrai | 1895             | 1896          |         |
| 4  |    |          | Amerigo Lecci             | 1897             | agosto 1900   |         |
| 5  |    |          | Antonio Moschini          | agosto 1900      | agosto 1902   |         |
| 6  |    |          | Niccola Borri             | agosto 1902      | aprile 1909   |         |
| 7  |    |          | Cesare Pierini            | aprile 1909      | agosto 1911   |         |
| 8  |    |          | Fabio Guidi               | agosto 1911      | agosto 1920   |         |
| 9  |    |          | Luigi Giovannardi         | agosto 1920      | agosto 1922   |         |
| 10 |    |          | Annibale Messerini        | settembre 1922   | febbraio 1923 |         |
| 11 |    |          | Giovanni Corsi            | 22 febbraio 1923 | 7 agosto 1926 |         |

### Presidi del Rettorato (1926-1944)
| Nº | Nº | Ritratto       | Nome                                          | Mandato       | Mandato                    | Partito                    |
| Nº | Nº | Ritratto       | Nome                                          | Inizio        | Fine                       | Partito                    |
| -- | -- | -------------- | --------------------------------------------- | ------------- | -------------------------- | -------------------------- |
| –  |    |                | Giovanni Corsi (Commissario regio)            | 7 agosto 1926 | 29 aprile 1929             | Partito Nazionale Fascista |
| 1  |    | Giovanni Corsi | 29 aprile 1929                                | 3 luglio 1938 | Partito Nazionale Fascista |                            |
| 2  |    |                | Ferdinando Giuseppe Giuli Rosselmini Gualandi | 3 luglio 1938 | luglio 1942                | Partito Nazionale Fascista |
| 3  |    |                | Braccino Braccini                             | agosto 1942   | agosto 1943                | Partito Nazionale Fascista |

## Italia repubblicana (dal 1946)

### Presidenti della Deputazione provinciale (1944-1951)
| Nº | Nº | Ritratto | Nome             | Mandato | Mandato | Partito              |
| Nº | Nº | Ritratto | Nome             | Inizio  | Fine    | Partito              |
| -- | -- | -------- | ---------------- | ------- | ------- | -------------------- |
| 1  |    |          | Aldo Fascetti    | 1944    | 1948    | Democrazia Cristiana |
| 2  |    |          | Enrico Pistolesi | 1948    | 1951    | Democrazia Cristiana |

### Presidenti della Provincia (dal 1951)

#### Eletti dal Consiglio provinciale (1951-1995)
| Nº | Nº | Ritratto | Nome                  | Mandato        | Mandato        | Partito                                                       | Elezione |
| Nº | Nº | Ritratto | Nome                  | Inizio         | Fine           | Partito                                                       | Elezione |
| -- | -- | -------- | --------------------- | -------------- | -------------- | ------------------------------------------------------------- | -------- |
| 1  |    |          | Antonino Maccarrone   | 1951           | 1962           | Partito Comunista Italiano                                    |          |
| 2  |    |          | Anselmo Pucci         | 1962           | 1970           | Partito Comunista Italiano                                    |          |
| 3  |    |          | Renzo Moschini        | 1970           | 1976           | Partito Comunista Italiano                                    |          |
| 4  |    |          | Gioiello Orsini       | 1976           | 1980           | Partito Socialista Italiano                                   |          |
| 5  |    |          | Roberto Misuri        | 1980           | 1981           | Partito Socialista Italiano                                   |          |
| 6  |    |          | Fausta Giani Cecchini | 1981           | 1985           | Partito Socialista Italiano                                   |          |
| 7  |    |          | Osvaldo Tozzi         | 15 luglio 1986 | 20 luglio 1990 | Partito Comunista Italiano                                    |          |
| 8  |    |          | Gino Nunes            | 20 luglio 1990 | 7 giugno 1995  | Partito Comunista Italiano Partito Democratico della Sinistra | 1990     |

#### Eletti direttamente dai cittadini (1995-2014)
| Nº | Ritratto       | Ritratto        | Nome           | Mandato        | Mandato        | Partito                                                    | Coalizione           | Elezione |
| Nº | Ritratto       | Ritratto        | Nome           | Inizio         | Fine           | Partito                                                    | Coalizione           | Elezione |
| -- | -------------- | --------------- | -------------- | -------------- | -------------- | ---------------------------------------------------------- | -------------------- | -------- |
| 8  |                |                 | Gino Nunes     | 7 giugno 1995  | 14 giugno 1999 | Partito Democratico della Sinistra Democratici di Sinistra | PDS-PRC-PdD-FdV-FL   | 1995     |
| 8  | 14 giugno 1999 | 14 giugno 2004  | Gino Nunes     | L'Ulivo        | 1999           | Partito Democratico della Sinistra Democratici di Sinistra |                      |          |
| 9  |                |                 | Andrea Pieroni | 14 giugno 2004 | 8 giugno 2009  | La Margherita Partito Democratico                          | L'Ulivo (DS-DL-PdCI) | 2004     |
| 9  | 8 giugno 2009  | 14 ottobre 2014 | Andrea Pieroni | PD-IdV-SL-PS   | 2009           | La Margherita Partito Democratico                          |                      |          |

#### Eletti dai sindaci e consiglieri della provincia (dal 2014)
| Nº | Nº               | Ritratto | Nome                | Mandato         | Mandato          | Partito             | Elezione |
| Nº | Nº               | Ritratto | Nome                | Inizio          | Fine             | Partito             | Elezione |
| -- | ---------------- | -------- | ------------------- | --------------- | ---------------- | ------------------- | -------- |
| 10 |                  |          | Marco Filippeschi   | 14 ottobre 2014 | 31 ottobre 2018  | Partito Democratico | 2014     |
| 11 |                  |          | Massimiliano Angori | 31 ottobre 2018 | 11 dicembre 2022 | Partito Democratico | 2018     |
| 11 | 11 dicembre 2022 | in corso | Massimiliano Angori | 2022            |                  | Partito Democratico |          |